# Giovanni I d'Aragona
Giovanni (Perpignano, 27 dicembre 1350 – Foixà, 19 maggio 1396) fu re d'Aragona, di Valencia, di Sardegna e di Maiorca, re titolare di Corsica, Conte di Barcellona e delle contee catalane dal 1387 al 1396; era anche detto "il Cacciatore" (el Caçador) o "l'amante della gentilezza" (l'amador de la gentilesa).

## Origini familiari
Era il primogenito del re di Aragona Pietro IV il Cerimonioso (1319-1387) e della sua terza moglie, Eleonora di Sicilia (1325-1375).

## Biografia
Giovanni I nacque il 27 dicembre 1350 a Perpignano, nella provincia di Rossiglione che, a quel tempo, apparteneva all'Aragona, fu il figlio primogenito della terza moglie di Pietro IV e fu subito dichiarato erede al trono, poiché dei figli della prima moglie di Pietro, Maria di Navarra, erano rimaste in vita solo due femmine.
Nel 1351 il padre lo fece duca di Gerona.
Nel 1364 il padre lo nominò Luogotenente Generale del Regno.
Nel 1370 il padre gli organizzò il fidanzamento con Giovanna di Francia (1351-1371), figlia postuma del re di Francia, Filippo VI e di Bianca di Navarra. Il contratto di fidanzamento fu siglato il 16 luglio 1370. Giovanna morì l'anno dopo mentre si recava in Aragona per conoscere il promesso sposo.
Giovanni si sposò, il 24 giugno 1373, a Barcellona con Marta di Armagnac (dopo il 1347-1378), figlia del conte di Armagnac e di Rodez, Giovanni I (1311 -† 1373) e di Beatrice di Clermont († 1364), contessa di Charolais.
Rimasto vedovo, nel 1378 (Marta morì a Saragozza, nel mese di ottobre), il padre, Pietro IV, che aveva l'obiettivo di estendere i domini della Corona d'Aragona anche sulla Sicilia, lo spinse a sposare la regina di Trinacria, Maria di Sicilia, affinché non sposasse il duca di Milano, Giangaleazzo Visconti; ma Giovanni rifiutò.
Il 2 febbraio 1380, Giovanni sposò, in seconde nozze, a Montpellier, Iolanda di Bar (1365-1431), figlia di Roberto I di Bar, Duca di Bar e di Maria di Valois, figlia del re di Francia Giovanni II il Buono. Il matrimonio era stato fortemente contrastato dal padre che continuava a spingerlo a sposare la regina di Sicilia, Maria di Sicilia.
La moglie, Iolanda, non ebbe un buon rapporto con il suocero, ma soprattutto con l'ultima moglie di Pietro IV, Sibilla di Fortià (1350-1406).
Giovanni assieme al padre e al fratello, Martino il Vecchio (Dominum Regem patrem nostrum…infantem Johannem ducem Gerunde et comitem Cervarie fratrem nostrum et…infantem Martinum fratrem nostrum) sono nominati esecutori, nel testamento della sorellastra, Giovanna (Infantissa Johanna…Petri…Regis Aragonum filia, consorsque…domini Johannis comitis Impuriarum), datato 12 agosto 1384, dove, oltre a citare i due figli, Pietro e Giovanni (Petrum filium nostrum…Johanni filio nostro), chiede di essere sepolta nel Monastero di Santa Maria di Poblet (in Monasterio Poupuleti).
Nel 1387, alla morte del padre, gli successe come Giovanni I, Re di Aragona, di Valencia, di Sardegna e di Maiorca, re titolare di Corsica, Conte di Barcellona e delle contee catalane.
Per quanto concerne lo Scisma d'Occidente Giovanni confermò la decisione presa da Pietro IV, l'anno prima, che dopo una seria inchiesta, durata oltre sei anni, non riteneva valida l'elezione di papa Urbano VI, e quindi continuò a sostenere il papa avignonese (Clemente VII).
Sempre nel 1387 Giovanni si alleò anche con la Castiglia, e confermò nel 1388 un trattato con il Regno di Navarra che stabiliva i confini fra i due regni.
Durante il suo regno Giovanni I abbandonò la politica anglofila di Pietro IV e stipulò un'alleanza con il Regno di Francia nel 1387, e in questa ottica promise in matrimonio la figlia Iolanda, di circa tre anni a Luigi II d'Angiò, duca d'Angiò, conte di Provenza e temporaneamente re di Napoli (il matrimonio fu poi celebrato ad Arles, in Provenza, nel 1400).
Siccome, dopo la morte del padre, aveva privato di tutte le rendite la vedova di Pietro, Sibilla di Fortià, che fuggì dalla corte e si rifugiò a Sant Martí Sarroca. I parenti di Sibilla, tra cui il conte di Empuries, si ribellarono e si allearono al conte di Armagnac, Giovanni III, che inviò delle truppe a invadere la Catalogna. Nell'1389-1390 l'attacco si verificò verso l'Alt Empordà e arrivò sino a Gerona. Nel 1390 gli invasori furono sconfitti dalle truppe aragonesi comandate dall'Infante don Martin, il fratello del re e futuro re. Sibilla, che era stata catturata, fu privata anche della libertà e rinchiusa nel castello di Montcada, ma, in cambio della rinuncia a tutte le sue prerogative, le fu concessa una pensione.
Tra il 1388 e il 1390 Giovanni I perse via via tutte le terre dei Ducati di Atene e Neopatria, in Grecia.
Nel 1391 si verificò un'ondata di sollevazioni antisemite in Aragona, contemporaneamente ad altre nel regno di Castiglia, che portò ad assaltare i rioni degli Ebrei in diverse città, Gerona, Barcellona, Valencia, Perpignano, Palma di Maiorca, Lleida e altre, dove gli Ebrei furono uccisi o obbligati a una conversione forzata. Gli artefici degli attacchi agli Ebrei furono perseguiti e condannati alla pena capitale.
Nel 1391, dopo il matrimonio tra suo nipote, Martino, il figlio di don Martin che si chiamava come il padre, e Maria di Sicilia, dovette aiutare la giovane coppia a rientrare in Sicilia per essere incoronati re di Sicilia. Soffocata, nel 1392, la rivolta di parte della popolazione guidata dalla famiglia Alagona, che era contraria al matrimonio aragonese, Maria e Martino furono incoronati nella cattedrale di Palermo.
Durante il regno di Giovanni si ebbero problemi anche in Sardegna, che faceva parte della corona d'Aragona, a partire dal regno di Giacomo II; la rivolta era guidata dalla giudichessa, Eleonora d'Arborea e dal marito Brancaleone Doria, che dal loro feudo cercarono di scacciare gli aragonesi dall'isola. Nel 1392 don Martin organizzò un spedizione per la Sardegna ma dovette dirottarla in Sicilia, per aiutare il figlio Martino e la regina, Maria.
Giovanni I fu il protettore della cultura di Barcellona. Nel 1393 stabilì il Concistoro di Barcellona o Giochi floreali, per imitare quelli di Tolosa.
Il regno di Giovanni I fu caratterizzato da una pessima amministrazione finanziaria. Viene ricordato come un uomo dalla personalità debole, con un certo gusto per la poesia artefatta.
Giovanni morì il 19 maggio 1396, improvvisamente, per una caduta da cavallo, in una foresta vicino a Foixà (Gerona), durante una battuta di caccia, che era stata la sua passione per tutta la vita.
E, per tutta la vita, soffrì di attacchi di una malattia, che probabilmente era epilessia.
Alla sua morte, gli erano sopravvissute solo due figlie, e quindi non lasciando eredi maschi, gli successe il suo fratello minore Martí, salito al trono come Martino I, che dovette combattere contro Matteo di Foix-Béarn, conte di Foix e visconte di Béarn e di Castelbon, che si era proposto come pretendente in quanto marito di Giovanna d'Aragona, la figlia maggiore di Giovanni.

## Discendenza

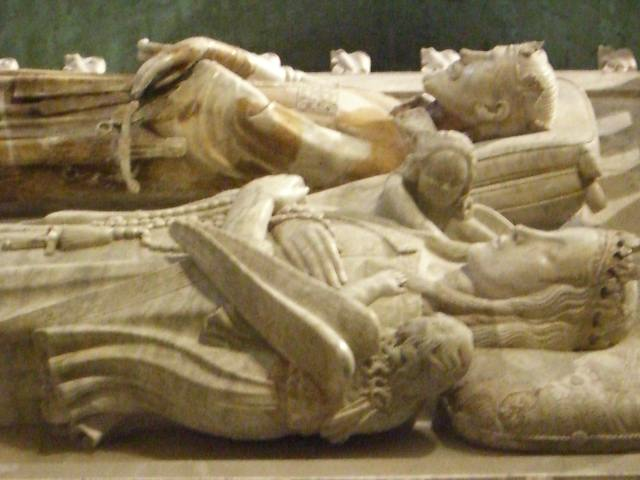
Statua tombale di Giovanni I di Aragona e della moglie, Iolanda di Bar.

Giovanni ebbe figli sia da Marta che da Iolanda.
da Marta ebbe cinque figli:
- Giacomo d'Aragona (Valencia, 1374])
- Giovanna d'Aragona (1375-1407), che sposò, nel 1392, Matteo di Foix-Béarn, conte dei Foix, che reclamò il trono di Aragona alla morte di Giovanni I. Matteo invase i territori aragonesi, ma fu respinto dal nuovo re Martino I d'Aragona.
- Giovanni d'Aragona (Barcellona, 1376)
- Alfonso d'Aragona (1377)
- Eleonora d'Aragona (1378)

e da Iolanda sei (o sette) figli:
- Giacomo d'Aragona (1382-1388), Duca di Gerona e Conte di Cervera
- Iolanda d'Aragona (1384-1442), che, nel 1400, sposò Luigi II d'Angiò, conte di Provenza e Re titolare di Napoli. Iolanda e poi i suoi figli (Luigi fu uno dei pretendenti al trono, dopo la morte di Martino il Vecchio, nel 1410) dopo la morte della sorellastra Giovanna (1407), reclamarono il Regno di Aragona.
- Ferdinando d'Aragona (1389), Duca di Girona e Conte di Cervera
- Antonia d'Aragona (1391-1392)
- Giovanna d'Aragona (1392-1396)
- Eleonora d'Aragona[1] (1393)
- Pietro d'Aragona (1394), Duca di Girona e Conte di Cervera

## Ascendenza
|                        |                        |                            | Genitori                      |  |  | Nonni |  |  | Bisnonni             |  |  | Trisnonni            |  |
|                        |                        |                            |                               |  |  |       |  |  | Giacomo II d'Aragona |  |  | Pietro III d'Aragona |  |
|                        |                        |                            |                               |  |  |       |  |  | Giacomo II d'Aragona |  |  | Pietro III d'Aragona |  |
|                        |                        | Costanza di Sicilia        |                               |  |  |       |  |  | Giacomo II d'Aragona |  |  |                      |  |
| Alfonso IV d'Aragona   |                        |                            |                               |  |  |       |  |  | Giacomo II d'Aragona |  |  |                      |  |
|                        |                        | Bianca di Napoli           | Carlo II d'Angiò              |  |  |       |  |  |                      |  |  |                      |  |
|                        |                        | Bianca di Napoli           | Carlo II d'Angiò              |  |  |       |  |  |                      |  |  |                      |  |
|                        |                        | Bianca di Napoli           | Maria Arpad d'Ungheria        |  |  |       |  |  |                      |  |  |                      |  |
| Pietro IV d'Aragona    |                        | Bianca di Napoli           |                               |  |  |       |  |  |                      |  |  |                      |  |
|                        |                        | Gombaldo di Entenza        | …                             |  |  |       |  |  |                      |  |  |                      |  |
|                        |                        | Gombaldo di Entenza        | …                             |  |  |       |  |  |                      |  |  |                      |  |
|                        |                        | Gombaldo di Entenza        | …                             |  |  |       |  |  |                      |  |  |                      |  |
| Teresa di Entenza      |                        | Gombaldo di Entenza        |                               |  |  |       |  |  |                      |  |  |                      |  |
|                        |                        | Costanza di Antillón       | Sancho di Antillón            |  |  |       |  |  |                      |  |  |                      |  |
|                        |                        | Costanza di Antillón       | Sancho di Antillón            |  |  |       |  |  |                      |  |  |                      |  |
|                        |                        | Costanza di Antillón       | Eleonora di Cabrera-Urgell    |  |  |       |  |  |                      |  |  |                      |  |
| Giovanni I d'Aragona   |                        | Costanza di Antillón       |                               |  |  |       |  |  |                      |  |  |                      |  |
|                        | Federico III d'Aragona | Pietro III d'Aragona       |                               |  |  |       |  |  |                      |  |  |                      |  |
|                        | Federico III d'Aragona | Pietro III d'Aragona       |                               |  |  |       |  |  |                      |  |  |                      |  |
|                        | Federico III d'Aragona | Costanza di Sicilia        |                               |  |  |       |  |  |                      |  |  |                      |  |
| Pietro II di Sicilia   | Federico III d'Aragona |                            |                               |  |  |       |  |  |                      |  |  |                      |  |
|                        |                        | Eleonora d'Angiò           | Carlo II d'Angiò              |  |  |       |  |  |                      |  |  |                      |  |
|                        |                        | Eleonora d'Angiò           | Carlo II d'Angiò              |  |  |       |  |  |                      |  |  |                      |  |
|                        |                        | Eleonora d'Angiò           | Maria Arpad d'Ungheria        |  |  |       |  |  |                      |  |  |                      |  |
| Eleonora di Sicilia    |                        | Eleonora d'Angiò           |                               |  |  |       |  |  |                      |  |  |                      |  |
|                        |                        | Ottone III del Tirolo      | Mainardo II di Tirolo-Gorizia |  |  |       |  |  |                      |  |  |                      |  |
|                        |                        | Ottone III del Tirolo      | Mainardo II di Tirolo-Gorizia |  |  |       |  |  |                      |  |  |                      |  |
|                        |                        | Ottone III del Tirolo      | Elisabetta di Wittelsbach     |  |  |       |  |  |                      |  |  |                      |  |
| Elisabetta di Carinzia |                        | Ottone III del Tirolo      |                               |  |  |       |  |  |                      |  |  |                      |  |
|                        |                        | Eufemia di Slesia-Liegnitz | Enrico V di Legnica           |  |  |       |  |  |                      |  |  |                      |  |
|                        |                        | Eufemia di Slesia-Liegnitz | Enrico V di Legnica           |  |  |       |  |  |                      |  |  |                      |  |
|                        |                        | Eufemia di Slesia-Liegnitz | Elisabetta di Kalisz          |  |  |       |  |  |                      |  |  |                      |  |
|                        |                        | Eufemia di Slesia-Liegnitz |                               |  |  |       |  |  |                      |  |  |                      |  |